# Samba (film 2014)
Samba  è una commedia drammatica del 2014 diretto da Olivier Nakache e Éric Toledano.
È basato sul romanzo Samba pour la France di Delphine Coulin.

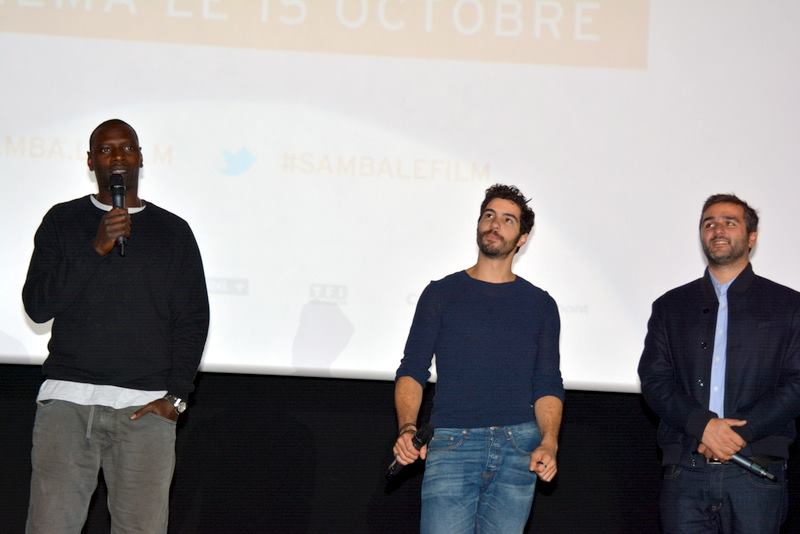
Il protagonista Omar Sy, Tahar Rahim e il regista alla première del film

## Trama
Samba Cissé, è un senegalese che vive da 10 anni in Francia facendo piccoli lavori di ogni tipo. Di fronte all'offerta di un impiego, fa richiesta di un permesso di soggiorno. Viene così portato in un centro per immigrati in attesa di un processo che ne decida la posizione. Qui viene in contatto con Alice che, presa una pausa dal suo lavoro, si dedica all'assistenza degli immigrati attraverso un'associazione aiutando inizialmente la giovane ma più esperta Manue, studentessa di giurisprudenza. Alice è subito colpita dal caso di Samba, al quale non solo viene respinta la richiesta di soggiorno, ma viene dato l'obbligo di lasciare il paese. Ovviamente Samba resta in Francia in clandestinità, ma questa condizione è pesante da sopportare, dovendo mentire continuamente ed evitare controlli anche fuggendo, se necessario.
Samba torna a chiedere aiuto all'associazione dove Alice lo accoglie con generosità. Ma la realtà è che prima di un altro anno non si può fare una nuova richiesta e quindi Samba dovrà restare in clandestinità ancora a lungo. Suo zio Lamouna continua ad aiutarlo mentre l'amicizia con Wilson e Alice lo aiuta a superare i momenti di crisi.
Alice, che aveva lasciato il lavoro dopo un esaurimento nervoso, è ora pronta a riprendere, anche grazie al tempo speso nell'associazione e all'affetto di Samba. Questi però deve fare i conti con Jonas, un congolese conosciuto nel centro di detenzione degli immigrati, che lui ha tradito avendo avuto un'avventura con la bella Gracieuse, cui avrebbe solo dovuto portare un messaggio dell'amico.
Dopo una colluttazione che richiama l'attenzione della polizia, messo in fuga Samba si getta in un canale della Senna, seguito da Jonas. I due si erano scambiati la giacca per cui le autorità e persino lo zio e Alice credono che Samba sia morto, finché non si ripresenta sano e salvo. A morire è stato il suo amico Jonas, ma ora Samba, per colpa del quale lo zio ha perso il lavoro, decide di lasciare la Francia insieme a lui. Salito su un pullman, sta per partire, quando Alice trova nella giacca lasciata da Samba il documento di rifugiato politico di Jonas, valido 10 anni, e convince così il ragazzo a restare, anche per lei, e per il loro amore ormai manifesto.

## Produzione

### Sviluppo
L'autrice del libro da cui è tratto il soggetto del film, Delphine Coulin, ha detto di aver tratto ispirazione per la trama del suo romanzo dal volontariato che egli ha svolto dal 2007 all'interno di un'associazione di assistenza per migranti, rifugiati e richiedenti asilo. Dalle tragiche storie di violenza vissute dalle persone incontrate, e dalla conseguente indifferenza da parte della società, è nato Samba pour la France, pubblicato in Francia nel marzo 2011, e nel corso dello stesso anno in tutto il mondo.
Successivamente, ad un festival cinematografico, l'autrice per caso ha incontrato i registi Éric Toledano e Olivier Nakache, che stavano promuovendo il loro successo mondiale Quasi amici, sempre con protagonista Omar Sy, e ha parlato del suo romanzo con loro. Interessati alla trama, i due registi si sono offerti di realizzarne un adattamento cinematografico. Nel farlo, i due registi, con il consenso della scrittrice, hanno scelto di modificare lo stile del romanzo, prettamente drammatico, e di renderlo una più leggera commedia con riferimenti al dramma.

## Distribuzione
Il film è stato distribuito nelle sale cinematografiche francesi a partire dal 15 ottobre 2014, mentre in quelle italiane dal 23 aprile 2015.

## Accoglienza

### Incasso
Con un budget di 20 milioni di dollari, la pellicola guadagnò l'ottimo incasso di poco più di $ 39 milioni ai botteghini. In particolare, in Italia ha incassato 851mila euro soltanto dopo le prime tre settimane di programmazione.

### Critica
La Stampa del film ha scritto la seguente recensione mista:
"Si apre con un abile piano sequenza (...) il nuovo film di Olivier Nakache ed Eric Toledano è ancora una volta giocato sulla dicotomia sociale e razziale. D'altronde era abbastanza scontato che, dopo il successo planetario di 'Quasi amici', la fortunata coppia di registi ne replicasse la formula rinverdendola con opportune varianti; e di nuovo prendendo a protagonista Omar Sy, che ormai è una star, un volto ovunque noto. Stavolta ad attirare gli opposti (...) non è l'amicizia, ma l'amore. (...) sullo sfondo la Francia dal doppio volto conservatore e libertario, in primo piano due esseri umani divisi dal colore della pelle, la cultura, il ceto sociale fra cui sboccia un'attrazione giocata sul comune tessuto dei sentimenti umani. (...) Ma Nakache e Tolidano non si sono accontentati e - prendendo spunto dall'assai più lineare romanzo di Delphine Coulin (...) - hanno pasticciato il copione rafforzando personaggi di contorno e situazioni di alleggerimento, a scapito non solo delle tematiche di razza e integrazione che risultano annacquate, ma anche della costruzione dei caratteri. Fare di Alice, che procede nella vita chiusa in una specie di bolla d'aria depressiva, la protagonista di una commedia romantica a sfondo sociale avrebbe richiesto altra finezza di scrittura; e non basta l'esuberante simpatia di Sy per coinvolgerci più di tanto nelle peripezie di personaggio erratico e passivo come Samba. La «chemistry» fra lui e l'esangue Charlotte Gainsbourg è poco convincente; mentre nel ruolo secondario del finto brasiliano (in realtà magrebino) Wilson, Tahar Rahim (...) si conferma interprete moderno e duttile."

## Riconoscimenti
- 2015 - Premio César
  - Candidatura per la migliore attrice non protagonista a Izïa Higelin[8]
- 2015 - European Film Awards
  - Premio del pubblico al miglior film europeo a Olivier Nakache e Éric Toledano[9]